# Understand Your Man
Understand Your Man è un brano musicale composto ed interpretato dal cantautore country Johnny Cash, pubblicato su singolo nel 1964 dalla Columbia Records
Il 45 giri (lato B: Dark as a Dungeon) raggiunse la vetta della classifica country statunitense restandoci per sei settimane di fila. Inoltre, Understand Your Man entrò anche nella classifica Billboard Hot 100, piazzandosi alla posizione numero 35.

## Il brano
Per la composizione del brano, Cash ricorse a parte della melodia della canzone Don't Think Twice, It's All Right di Bob Dylan, (che a sua volta si era ispirato alla vecchia ballata popolare di pubblico dominio Who's Gonna Buy Your Chickens When I'm Gone).
Infine, la canzone fu l'ultimo brano eseguito dal vivo in concerto da Cash. Ultimo brano in scaletta durante l'esibizione da lui tenuta il 5 luglio 2003 presso il The Carter Family Fold a Hiltons, Virginia. Prima di cantarlo, Cash disse al pubblico che non eseguiva il pezzo da circa 25 anni. Tuttavia, non si trattò dell'ultima canzone in assoluto cantata da Cash, dato che l'artista continuò ad incidere in studio nonostante i problemi di salute fino alla fine dell'agosto 2003, poco tempo prima della morte.